# 고대 로마의 입양

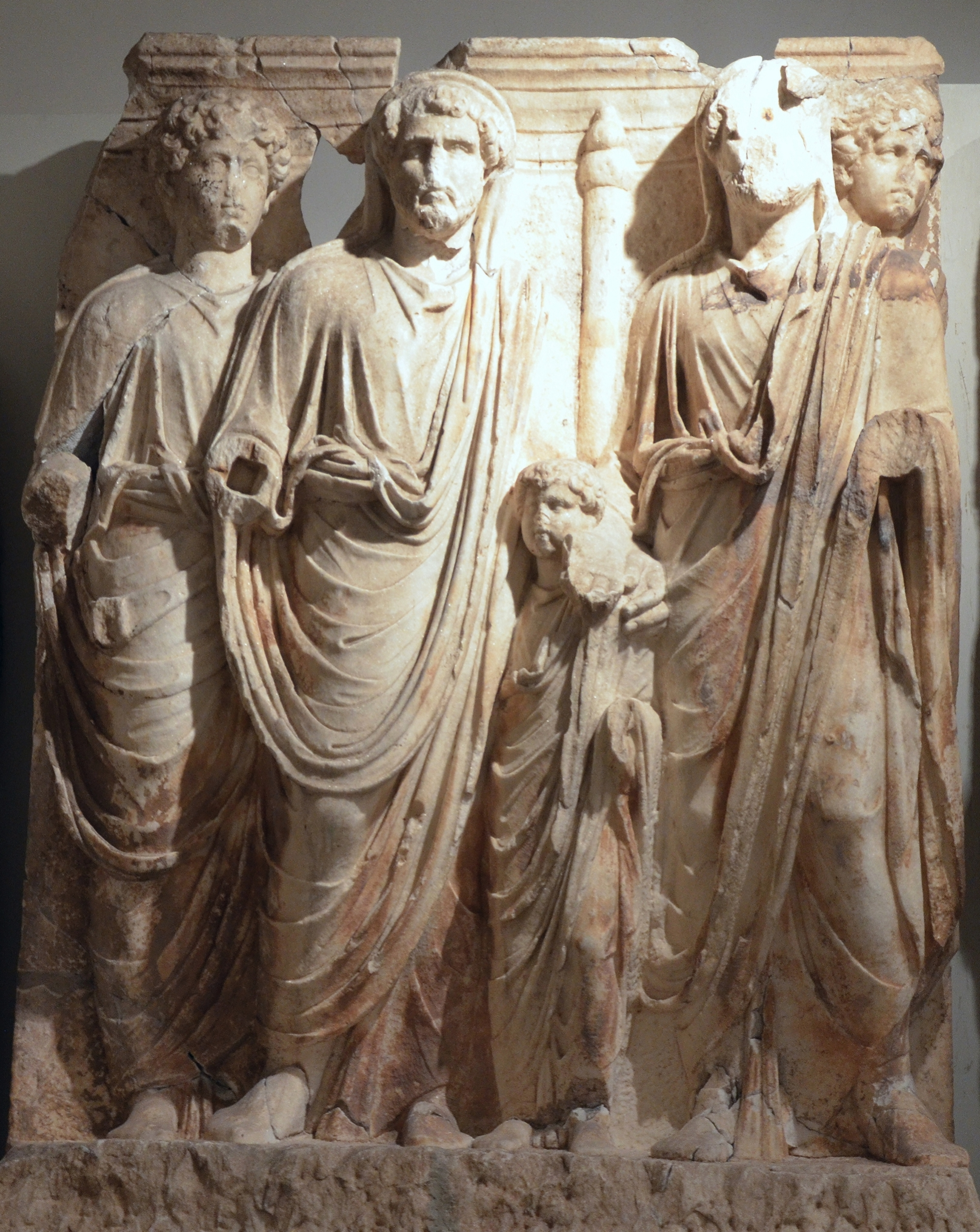
입양을 통한 황가의 상속을 묘사하고 있는 로마 시대대 에페소스의 부조의 모습으로, 하드리아누스 (우측)가 안토니누스 피우스 (중앙의 좌측)을 입양하고, 안토니누스 피우스는 17세의 마르쿠스 아우렐리우스 (좌측)와 8세의 루키우스 베루스를 입양하고 있다. 하드아누스의 왼쪽 어깨 뒤에 있는 머리는 루키우스의 아버지인 아일리우스 베루스의 수호령을 표현한 것일 수 있다

고대 로마의 입양은 상류층에서 행해졌으며 원로원 계층에 의해 다수의 입양이 이뤄졌다. 상속권 및 가문의 유산은 몹시 중요했었으며, 이에 따라 로마인들은 남자 후계를 두지 못하는 상황이 발생할 시에 자신들의 재산과 이름을 전할 방안이 필요했다. 입양은 상속을 보잡하는 몇 안 되는 방안 중 하나였고, 이에 따라 어린 남성을 고위 가문의 가정에 입양하는 것이 규범이 되었다. 로마의 상속법 (Lex Falcidia)으로 인해, 여성들은 재산을 상속할 권한이나 능력이 아주 적었다. 이러한 요소는 여성들에 대한 입양의 가치를 낮게 하였다. 그럼에도, 여성들의 입양 자체는 상당수 이뤄졌고 영향력 있는 가문에 혼인하는 것이 좀 더 흔했다.

## 원인
남성 후계자으로서 받는 혜택 중 하나는 혼인을 통하여 고위 가문들과 관계를 만들 수 있다는 점이었다. 로마 전역의 원로원 의원들은 자신들의 가문의 직위와 재산을 물려받을 수 있는 아들들을 만들어야 할 의무가 있었다. 이 시기에 출산은 예측 불가능한 것이었고 출산 전에 성별을 알 수 있는 방법도 없었다. 이로 인하여 많은 아이들이 태어나고 곧바로 몇 년 안에 목숨을 잃었고 원로원 의원들은 이러한 상황을 제어하기 어려웠다. 자녀들에 대한 비용으로 상류 및 중산층 가문들에서 적은 자녀를 두면서, 이 상황은 원로원 의원들에게 문제를 야기하였다. 남성 후계자가 없으면, 자신들의 지위와 재산은 몰수될 수 있었다. 이는 고대 로마에서 입양의 주요 원인이었다. 고대 로마에서 입양이 수 많은 이유로 이용되었고 원로원 의원들만이 독점으로 행한 것이 아니라는 것이 참고할 만한 주요 사항이다. 원로원 의원들이 사용한 방식은 그들에게 아들을 보장해주었고, 이는 원로원 의원들이 자연적으로 자녀를 낳을 수 없게 되더라도 남성 상속인이 항상 입양될 수 있다는 것을 알고 있어 더 자유롭게 자녀들을 만들어낼 수 있는 자유를 부여해주었다. 또한 요성 자녀들에게도 자신들이 고위 가문들로 입양될 수 있다는 새로운 혜택도 만들어 냈다. 적어진 상속 문제 위험으로, 남성 아이들은 상류층들과 강력한 결속을 만들어내기 위해 고위 가문들과 혼인할 수 있는 기회가 생겨 났다. 하위층의 경우에, 커져가는 대가족은 꽤나 문제거리였다. 비용 문제로 인하여, 이는 자신들의 자녀를 입양 보내게 하였다. 이 방식은 상류층과 하류층 그리고 자녀에게 모두 이익이었을 것이다. 이에 대한 대표적인 예시는 루키우스 아이밀리우스가 자신의 두 아들을 입양 보낸 것이다.

## 관행

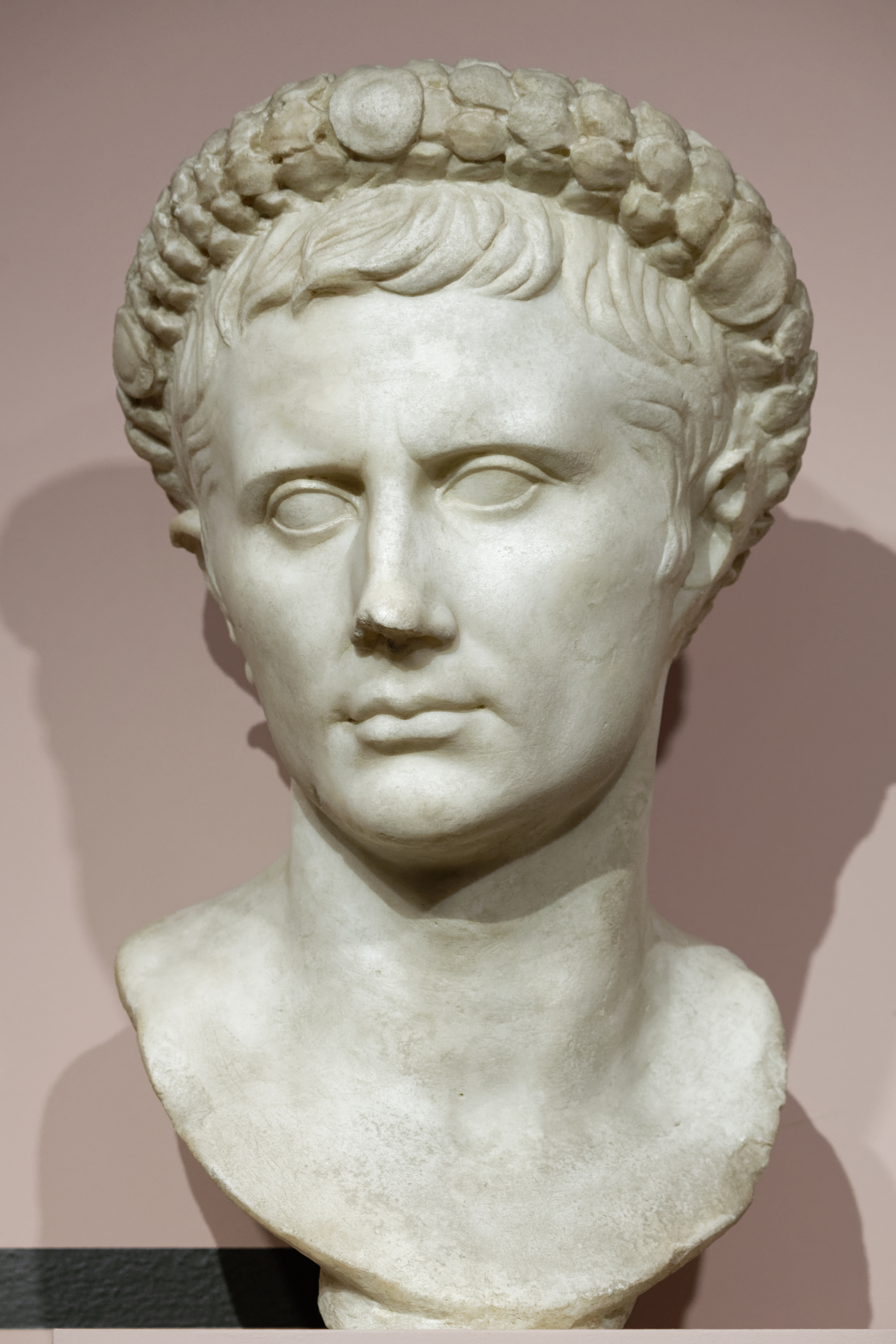
시민관을 착용하고 있는, 초대 로마 황제이자 아마 로마에서 가장 저명한 양부인 아우구스투스 (카피톨리노 미술관)

고대 로마에서, 입양에 대한 책임을 지는 자는 '파테르 파밀리아스'라고 불린 가정의 남성 대표자였다. 입양은 입양을 한 가문의 지위가 곧바로 입양아에게 전해지기에 입양아에게 권력의 부여라는 결과를 일으켰다. 이는 입양의 높은 비용으로 인해 거의 항상 권력의 증가가 주 목적이었다. 푸블리우스 클로디우스 풀케르가 정치적 이유로 플레브스들에 대한 장악력을 얻기 위하여 이 허점을 사용한 것으로 유명하였다. 로마 공화정 시기에, 입양에 관한 법률들은 한 가지 차이점을 둔 채 존재하였는데, 이 당시에는 원로원의 허가가 필요하다는 것이었다.
실질적으로 입양은 두 가문 사이에 사업 계약처럼 보통 행해졌다. 입양아는 입양된 가문의 이름을 자신의 성으로 썼다. 이와 더불어, 코그노멘이나 별칭의 형태로 본래의 이름도 유지하였다. 입양아는 또한 과거 가문과 연관성을 유지하였고 이를 보통 정치적으로 이용했다. 입양에 관련한 가문들 간에 보통 권력의 차이가 있었기에, 입양 비용은 상대적으로 높은 가문의 장자 (대부분의 경우)를 대체하기 위한 것이기에 그에 대한 비용을 낮은 가문에게 지불하였다. 입양과 유사한 사례는 자녀 양육이었는데, 가주가 자신의 권력을 또 다른 자에게 넘겨주어 그들 가문의 보호 하에 있을 때 발생하였다.
입양된 사람이 입양자 신분에서 벗어나, 또 다른 이한테 입양을 허가받았을 때 '아드로가티온'(adrogation)이라 불린 입양의 일종이 발생하였다.  공화정 시기에 민회의 허가가 있을 경우에 아드로가티온이 허가되었고, 이후에는 황제의 칙령이 있을 때 처리되었다. 아드로가티온이라는 로마의 풍습은 해당 풍습으로 입양을 하는 자를 뜻하는 아드로가토르(adrogator)가 최소 60세가 되어야 했으며, 그렇지 않을 경우에는 입양보다는 출산을 할 것을 요구받았다. 예외 사항으로는 불임이거나 같은 가문 내에서 입양을 희망할 경우가 있었다.
주인들에 의해 해방된 옛 노예 출신들은 자신들과 동일한 권한을 주기 위해 자녀들을 입양하는 것이 허용되었을 것이다.

## 여성들의 입양
로마 역사 내내, 많은 입양이 이뤄졌었지만 여성들에 대한 입양 내용은 아주 적은 양만이 기록되어 남아있다. 역사서와 주제들에서 남성들의 사례가 주목을 받기에, 여성들의 입양이 한층 인기가 있었을 수도 있다. 그럼에도, 유명한 입양이 남성 아이들에 관한 것들이 대부분이었기에, 여성의 입양은 잘못 기록되었을 수도 있다. 게다가, 고대 로마 사회에서 여성의 법적 영향이 몹시 미미했기에, 여성의 입양이 한층 비격식적일 수 있고 이에 따라 역사에 기록이 덜 되었을 수 있다  잘 알려진 예시 하나는 리비아 아우구스타의 사례로, 그녀는 율리우스 가문으로 입양된 뒤에 현재의 이 이름을 갖게 되었다. 아우구스투스의 아내로 주로 알려져 있는 리비아는 정치적 상징 및 로마 가정 내 롤모델로서 로마 제국 내 이 기간 중요한 역할을 하였다. 리비아는 위대한 어머니로 역사에서 중요한 자리를 직접 손에 널었지만, 잠재적 후계자들과 관련한 일부 소문들은 역사 내내 남아 있었다.

## 황제 계승
많은 로마의 유명한 황제들은 입양을 통해 권력을 얻었는데, 전임자들이 친아들이 없었거나, 또는 단순하게 가장 적합한 후보자로서 매끄러운 권력 이양을 이루기 위함 때문이었다.

### 율리우스-클라우디우스 왕조

율리우스 클라우디우스 가계도

초대 로마 황제 아우구스투스의 성공의 대부분은 종조부인 율리우스 카이사르의 유언에 따라 율리우스 씨족으로 입양되면서 비롯한 것이었다. 하지만, 황제라는 자리는 당시에 존재하지 않았었고, 옥타비아누스는 카이사르의 재력, 이름, '아욱토리타스'까지 물려받았으나 독재관 지위는 물려받지 못했었다.
원수정 내  아우구스투스의 구심점적 역할이 굳어짐에 따라, 후계자를 지정하는 것이 점차 중요해졌다. 그는 마르쿠스 아그리파 사이에서 태어난 자신의 딸 율리아의 세 아들을 처음으로 입양하여, 각각 가이우스 카이사르, 루키우스 카이사르, 아그리파 카이사르라 이름 붙여주었다. 앞의 두 명은 이른 나이에 사망하고 마지막 한 명은 추방당하자, 아우구스투스는 티베리우스 클라우디우스 네로를 양자로 들였는데, 그 조건으로 티베리우스는 조카인 게르마니쿠스 (그 역시도 아우구스투스의 종손이었다)를 양자로 들였다. 티베리우스는 아우구스투스의 뒤를 이어 황제 자리에 올랐고, 티베리우스 사후에는 게르마니쿠스의 아들 칼리굴라가 황제가 되었다.
클라우디우스는 루키우스 도미티우스 아헤노바르부스를 양자로 들였는데, 그는 이름을 네로 클라우디우스 카이사르로 바꾸고 네로라는 존호로 클라우디우스의 뒤를 이었다.

### 양자 황제들

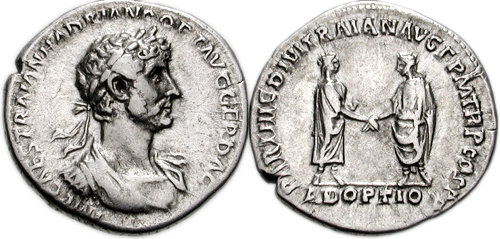
하드리아누스 시기에 발행된 데나리우스로, 뒷면에 'ADOPTIO'라는 문구와 함께 트라야누스와 손을 맞잡고 있는 모습을 나타낸다

네르바-안토니누스 왕조 역시도 계속된 입양을 통해 이루어졌다. 네르바는 인기 있는 군사 지도자 트라야누스를 입양하였다. 뒤를 이어 트라야누스는 푸블리우스 아일리우스 하드리아누스를 후계자로 들였으며, 비록 그 과정의 합법성에 대해서는 의문이 제기되기는 하지만, 하드리아누스는 입양되었다고 주장하였고 황제가 되면서 '카이사르 트라야누스 하드리아누스'라는 이름을 취했다.
하드리아누스는 루키우스 케이오니우스 콤모두스를 입양했으며, 콤모두스는 이름을 루키우스 아일리우스 카이사르로 바꾸나 하드리아누스보다 먼저 사망하고 만다. 하드리아수는 이렇게 되자 티투스 아우렐리우스 풀부스 보이오니우스 아리우스 안토니누스를 입양했는데 그 조건으로 안토니누스는 루키우스 아일리우스의 친자와 자신의 아내의 유망한 어린 조카 등 두 명을 입양하였다. 이들 두 명은 각각 안토니누스 피우스, 루키우스 베루스, 마르쿠스 아우렐리우스라는 이름으로 집권했다.
니콜로 마키아벨리는 이들을 '오현제'라 칭하며 이들의 성공을 양자로 택해짐에 따라 비롯한 것이라 보았다:
로마의 역사에 대해 연구하면서, 우리는 좋은 정부가 설립되는 방법에 대해서 알게 되었을지 모른다. 티투스를 제외한 혈연으로 물려받은 모든 황제들은 나빴던 한편, 네르바에서 마르쿠스에 이르는 다섯 명의 경우처럼 입양을 통해 계승한 자들은 좋은 자들이었다. 하지만 제국이 다시 한번 혈연을 통한 후계자에게 넘어가게 되면서, 로마 제국의 붕괴가 다시 시작되었다.

이 양자 황제들의 시대는 마르쿠스 아우렐리우스가 친자인 콤모두스를 후계자로 지정하며 끝나게 되었다.
입양이 후계자를 지정하는 공식적인 방안이 결코 되지 못한 이유는 원수정 시대의 황제들조차도 군주처럼 행동했음에도 세습 통치가 공화정의 원칙에 벗어나는 것이었고 공화정 자체가 법률적으로 폐기된 것이 아니었기 때문이었다. 디오클레티아누스의 전제정은 후임자를 임페리움 권한을 지닌 협력자로 지정하며 후계자로 삼는 '콘소르티움 임페리' 방식을 사용하며 입양 방식을 사실상 대체하였다.

## 같이 보기
- 고대 로마의 문화